# Африканска чума по конете
Африканска чума по конете (АЧК) (на английски: African horse sickness, (AHS)) е високопатогенна инфекциозна болест по конете характеризираща се с висока смъртност. Боледуват коне, магарета, техните кръстоски и зебри. Причина за заболяването е вирус от род Orbivirus включен в семейство Reoviridae. Вирусът е подобен на този причиняващ син език при дребния рогат добитък. Заболяването не е контагиозно. Заразяване се получава в резултат на ухапване от насекоми, които са и негов вектор. При някои форми на заболяването смъртността достига до 95%.

## Исторически сведения за заболяването
През 50-те на миналия век заболяването е придобило епидемичен характер в района от Индия до Близкия изток, при което около 300 000 еднокопитни животни са били унищожени. През 1966 г. е наблюдавана втора епизоотична вълна на заболяването в района на Северна Африка и южната част на Испания. Като основна причина за тези взривове на заболеваемост се посочва рязкото намаляване на популациите от зебри в Африка. През 1987 г., АЧК е пренесена в Испания, чрез внос на зебра от Намибия. През 1988 г. отново е наблюдаван случай на АЧК в Испания, а в началото на 1989 г. отново няколко спорадични случаи, като няколко от тях са регистрирани и в Португалия. Последните големи взривове на болестта са регистрирани през 2001 г. в Ботсвана и Намибия. Случаите на заболели животни са в западната част на Ботсвана като огнищата през 2001 г. са били 11 бр. В Намибия през 2000 г. са регистрирани две огнища, а през 2001 г. броят им е седем. От тогава до днес заболяването продължава да бъде регистрирано в редица страни с единични случаи.

## Разпространение
АЧК е ендемично заболяване за района на Субсахарна Африка, откъдето се е разпространило към Мароко, Близкия изток, Индия и Пакистан. Регистрирани са и огнища в Европа на Иберийския полуостров. Заболяването никога не е регистрирано в Америка, Източна Азия и Австралия. АЧК е сезонно заболяване, проявяващо се в периодите на размножаването и развитието на векторите му. Основен вектор на заболяването са мокреци от род Culex.

## Етиология
Причинител на заболяването е вирус от род Орбивируси. Той се инактивира при 50 °C за 3 часа, а при 60 °C за 15 минути. pH под 6 и над 12 оказват неблагоприятно въздействие върху него. Чувствителен е към дезинфектанти като фенол и йодоформ, 0,1% формалин го инактивира за 48 часа. При температура от 37 °C оцелява за 37 дни.
Вирусът е открит през 1930 г. от Макс Тейлър. Установено е, че заразяване може да се получи от девет серотипа на вируса с общ комплементсвързващ антиген. Серотип 9 е разпространен повсеместно и на него се дължат голяма част от ендемичните взривове. Серотипове 1 до 8 са разпространени само в определени райони. Установено е, че заболяването в Испания и Португалия в периода 1987 – 1990 г. е причинено от вирус серотип 4. Вирусът притежава едноверижна РНК. Размерите му варират в рамките на 55 – 70 nm.

## Епизоотология
Основен вектор са малки подобни на комари мокреци от род Culicoides, предимно Culicoides imicola. Насекомото предпочита топли, влажни условия. Не се наблюдава трансовариално предаване на вируса към ларвите. Този факт показва, че за прекъсването на епизоотичната верига в даден район е достатъчна дълга и продължителна зима, за да измрат заразоносителите. Други второстепенни вектори на АЧК са комари от родовете Culex, Anopheles и Aedes, а също така и кърлежи от родове Hyalomma и Rhipicephalus. Мухите от родове Stomoxys и Tabanus могат да бъдат механични преносители на вируса. Установени са и случаи на заразяване от насекоми пренесени посредством въздушни течения на голямо разстояние.
Гостоприемници на вируса са коне, магарета, техните кръстоски и зебри. По-рядко боледуват слонове, камили и кучета (след консумация на заразено конско месо). Често те не показват никакви признаци на заболяването. При проучване на болестта в Египет са установени антитела срещу вируса овце, кози, камили, биволи и кучета.
Заболяването проявява изключителен сезонен характер. То се проявява с връх в периодите на влажно време свързано с обилни валежи, в резултат на което се размножават векторите на вируса. В района около град Асуан в Египет то се регистрира целогодишно, дори и в сухия период на годината. Причината за това е, че вектор на заболяването в района е кърлеж от вида Hyalomma dromedarii, който е активен през цялата година.
Вирусът се намира във всички вътрешни органи и кръвта. Отделя се, чрез семенната течност, урината и други екскрети. Виремията при коне може да продължи до 18 дена, но обикновено е по-кратка – средно 4 – 8 дена. При зебрите и магарета виремията може да продължи до 28 дена.

## Клинични признаци
Инкубационният период е в рамките на 7 до 14 дена, но може да бъде и по-кратък в рамките на два. При различните клинични форми на заболяване този период е различен. При белодробната форма той е 3 – 5 дена, при сърдечната е 7 – 14 дена, при смесената е 5 – 7 дена и при леката форма е 5 – 14 дена.
Известни са четири форми на проява на заболяването – свръхостра (белодробна), остра (смесена), подостра (сърдечна) и лека (фебрилна) форма, проявяваща се само с треска. Най-често се проявяват свръхострата и острата форма на АЧК, при което се засягат чувствителни към това заболяване индивиди. При кучетата най-честата форма на боледуване е белодробната. Леката форма се наблюдава при животни развили частичен имунитет. Обикновено се проявява при зебри и в повечето случаи протича без видими симптоми. Заболеваемостта и смъртността варират в зависимост от вида на животното, наличието на предишен имунитет, както и формата на заболяването. Изходът от белодробната форма на африканска чума по конете е почти винаги фатален, а смъртността от сърдечната форма обикновено е 50% или по-висока. При смесената форма смъртността варира в рамките на около 70% до 80%. За разлика от тях леката форма почти не води до смърт. Конете са особено податливи на по-тежките форми на болестта, а смъртността при тях обикновено е от 50% до 95%. При останалите видове еднокопитни животни африканската чума по конете се проявява в по-леки форми. При мулетата смъртността е около 50%, а при европейските и азиатските магарета е 5% до 10%. Смъртният изход от заболяването е много рядък и при африканската магарета и зебрите.

### Свръхостра (белодробна) форма
Тази форма обикновено започва с висока температура (40 – 40,5 °C), последвана от внезапна поява на тежки респираторни признаци. Болните животни демонстрират затруднено дишане. За да облекчат дишането конете изпъват предните си крака напред и настрани, а главата е изпъната напред. Ноздрите за разширени, наблюдава се трахипнея, спазматична кашлица и пенлив серофибринозен ексудат от носа. Животните са мокри в резултат на обилното потене. Признаците прогресират изключително бързо и заболелите умират за няколко часа.

### Остра (смесена) форма
При смесената форма на африканска чума по конете се проявяват едновременно респираторна и сърдечна форма в различна степен. В повечето случаи, сърдечна форма протича субклинично и се последва от тежък респираторен дистрес. При други от случаите респираторните симптоми са слабопроявени, но се последват от оток и смърт от сърдечна недостатъчност. Смесената форма на африканска чума по конете рядко се диагностицира клинично, но често се наблюдава при аутопсия на коне и мулета.

### Подостра (сърдечна, едематозна) форма
Сърдечната форма обикновено започва отново с висока температура (39 – 41 °C) и състоянието на треска продължава от 3 до 6 дни. Малко преди да се повиши телесната температура се проявява много характерния за тази форма оток в областта на клепачите и надорбиталната трапчинка. По-късно отока се разпространява в областта на бузите, устните, езика, междучелюстното пространство, областта на гърлото, а понякога и на врата, раменете и гръдния кош. Други клинични признаци, обикновено се наблюдават в крайните етапи на болестта. Те включват тежка депресия, колики, екхимози върху вентралната повърхност на езика и петехиални кръвоизливи по конюнктивата. Смъртта настъпва в резултат на сърдечна недостатъчност и настъпва в рамките до една седмица след появата на първите клинични признаци. Ако животното се възстанови, отоците спадат постепенно за 3 до 8 дни.

### Лека (фебрилна) форма
Тази форма се характеризира с бързопреходна треска, лека анорексия, депресия, отоци в областта на надорбиталната трапчинка и повишен сърдечен ритъм. Животните почти винаги се възстановяват.
Изключително рядко може да се прояви и пета форма на проявление нервна с поява на нервни признаци при болните животни.

## Диагноза
Диагнозата се основава на данните от епизоотологичното проучване, клиничните признаци, патологоанатомичните изменения, данни от лабораторните изследвания и диференциалната диагноза.

### Патологоанатомични изменения
Наблюдаваните патологични изменения при белодробната форма на африканска чума по конете се характеризират с интерлобуларен оток на белите дробове и хидроторакс. При свръхострите случаи се наблюдават пенести изтечения от носа и лезии по белите дробове. При по-продължителни случаи на боледуване се наблюдава субплеврален интерстициален оток и хиперемия. Възможно е повишаване на количеството на течностите в коремната и гръдна кухини. ио, особено тези в разположени в областите на гръдната и коремната кухина са уголемени и отекли. Наблюдават се субкапсулни кръвоизливи в далака, изменения в бъбречната кора и фундусната част на стомаха, едематозен инфилтрат около аортата и трахеята. Лигавицата на стомаха е хиперемирана и отекла. Наблюдават се точковидни кръвоизливи по лигавицата на тънките и дебелите черва и перикарда.
При сърдечната форма се наблюдават жълти желеобразни инфилтрати в подкожната и междумускулна фасция на главата, врата и раменете, а понякога и в областта на гърдите, корема и задницата. Наблюдава се хидроперикард и точковидни кръвоизливи по епикарда и ендокарда. Подобно на белодробната форма се наблюдават лезии в стомашно-чревния тракт. При тази форма са характерни обилни отоци в субмукозата на сляпото черво и ректума.

### Лабораторна диагноза
С лабораторната диагностика се цели доказване на наличието на вирус в заразеното животно или наличието на антитела в резултат на контакта на организма с вируса.
За вирусологична диагноза приживе се изпраща хепаринизирана кръв взета по време на треска. Подходящи органи за вирусологично изследване след настъпване на смъртта са далак, бял дроб и лимфни възли. За серологично изследване се изпраща кръвен серум.
За откриване на вируса се прилагат следните лабораторни методи:
- За вирус изолация:
  - заразяване на лабораторни мишки;
  - култивиране в клетъчни култури от конски ембрионален бъбрек; образува се характерен цитопатогенен ефект с образуване на цитоплазмени включения и деструкция на клетките.

- За вирус идентификация:
  - ELISA
  - Вирус неутрализация (ВНР)
  - PCR

От серологичните методи за доказване на наличието на антитела си използват следните методи:
- ELISA
- РПАГ
- PCR

### Диференциална диагноза
В диференциално-диагностично отношение трябва да се вземат предвид следните заболявания проявяващи се със сходни на АЧК признаци:
- Антракс
- Сап
- Инфекциозна анемия по конете
- Морбиливирусна пневмония по конете, (Хендра)
- Вирусен артериит
- Дурин
- Вирусни енцефалити
- Пироплазмоза

## Профилактика
Животните, които преболедуват, развиват стабилен имунитет към повторни инфекции от същия серотип и частичен имунитет към други серотипове. Бременните и родилите кобили предават антитела до 6 – 9 месец на своите жребчета посредством кърмата.
За провеждане на активна имунопрофилактика се използват ваксини. Поради наличието на девет серотипа на вируса те биват моно- или поливалентни живи атенуирани или инактивирани клетъчно-културални ваксини. Прилагат се подкожно 1 – 2 месеца преди началото на влажния сезон. Двукратно инжектиране позволява изграждането на стабилен имунитет. След прилагането на ваксината се наблюдава местна реакция от страна на организма с поява на оток, болка и темперираност на мястото на приложение.
В страни свободни от тази инфекция се използват ограничителни мерки при внос и търговия на еднокопитни от неблагополучни за заболяването региони и страни.
При поява на заболяването животните с проявени клинични признаци незабавно трябва да се евтаназират и унищожат, а здравите животни в района да се ваксинират. Успоредно с това е необходимо да се започне борба с инсектите посредством приложението на инсектицидни препарати в помещенията, където се отглеждат животните и на евентуалните места за развъждането на векторните насекоми. С цел ранното откриване на нови заболели е необходимо да се извършват на ежедневни клинични прегледи с термометриране. При съмнения за заболяване животните биват евтаназирани и унищожени в екарисаж. В помещенията се извършва почистване и дезинфекция.